# Szczurkowo
Szczurkowo est un village polonais de la voïvodie de Varmie-Mazurie, dans le powiat de Bartoszyce.

## Histoire
Jusqu'en 1945, Schönbruch fait partie de l'arrondissement de Bartenstein dans le district de Königsberg de la province prussienne de Prusse-Orientale.